# Лемюель Гулівер
Лемюель Гулівер (англ. Lemuel Gulliver; українською мовою прізвище можна писати також "Гуллівер", "Гулівер") — головний герой роману Джонатана Свіфта «Мандри Гулівера», від особи якого ведеться оповідь.

## Характеристика персонажа
Лемюель Гуллівер — проста людина, хірург.
Вивчаючи різні типи державного устрою, знайомлячись з різноманітними, часом протилежними ідеями, Гуллівер зазнає еволюції. У першій і другій частинах він лише вивчає навколишній світ, спостерігаючи за дивакуватими звичаями тубільців, але при цьому тримається осторонь і майже не втручається у події. Поступово його позиція стає більш активною, він змушений пристосовуватися до нових умов, нерідко змінюючи свої звички. Однак найбільш істотний перелом настає у свідомості Гуллівера після його перебування в країні гуїгнгнмів — коней, наділених розумом на зразок людського. Їх розвиток досяг утопічної довершеності, що будується на засадах раціоналізму та чесноти, що викликає у Гуллівера почуття сорому за свою схожість з єху — расою людиноподібних істот. 
Вимушене повернення до Англії стає драматичним для Гуллівера, який під впливом побаченого і пережитого з життєрадісного мандрівника перетворюється на трагічного героя, що усвідомив усю недосконалість людського суспільства і навіть вступив із ним у конфлікт.

## Опис героя
У творі Джонатана Свіфта "Мандри Гуллівера", головний герой — англієць, син дрібного поміщика з Ноттінгемширу, третій з п'яти синів. Три роки він навчався в Кембриджі, і ще чотири — у хірурга. Захопленням його життя стали подорожі, які він здійснював як судновий лікар, але так і не зумів проявити у мандрах свої медичні навички.
Після трьох з половиною років служби на морі він осів, одружився з Мері Бертон (за порадою друзів), але потім, коли його фінансовий стан погіршувався, кілька разів знову виходив у море.
Лемюель має чудовий хист до вивчення мов. Особливої ж прихильності до лікарської справи він не проявляє, судячи з описів, його цікавить морська справа. Людина він ґрунтовна, навіть надмірно чесна, не соромиться з'являтися перед читачем у непривабливому або смішному виглядіі. Не має надмірного потягу до жодного з людських пороків, але дуже педантичний у питаннях честі, патріот. Схильний до дружньої прихильності, але в любовних питаннях швидше холодний.
При цьому його не назвеш мислителем — він не відзначається гостротою розуму, досить обмежений у судженнях і схильний до захопленості. Він цілком серйозно говорить ті речі, які його устами автор висміює.
Нерідко прізвисько «Гуллівер» використовують у значенні "велетень". Однак Гуллівер був людиною звичайного росту і гігантом був тільки з погляду ліліпутів, а потім і сам виявився ліліпутом в Бробдингнезі.

## Кіновтілення
- Жорж Мельєс — Подорож Гулівера (Франція, 1902)
- Володимир Константинов — Новий Гулівер (СРСР, 1935)
- Кервін Метьюз[ru] — Три світи Гуллівера (Велика Британія, 1960)
- Бернард Хорсфалл — Доктор Хто (епізод «Злодій розуму»; Велика Британія, 1969)
- Любомир Костелка — Prípad pro zacínajícího kata (Чехословаччина, 1970)
- Ласло Сінко — Gulliver a törpék országában (Угорщина, 1974)
- Річард Харріс — Подорожі Гулівера / Gulliver's Travels (Англія, 1977)
- Андраш Козак — Gulliver az óriások országában (Угорщина, 1980)
- Олександр Абдулов — Будинок, який побудував Свіфт (СРСР, 1982)
- Ендрю Барт — Гулівер у Ліліпутії (Англія, 1982)
- Тед Дансон — Подорожі Гулівера / Gulliver's Travels (Англія-США, 1996)
- Адам Вили — Пригоди Крайоли Кида: Розповіді про подорожі Гулівера (Канада, 1997)
- Джек Блек — Подорожі Гулівера (США, 2010)